# Pedro Hernández (piłkarz)
Pedro Hernández Franco (ur. 27 sierpnia 1993 w Guadalajarze) – meksykański piłkarz występujący na pozycji defensywnego pomocnika.

## Kariera klubowa
Hernández jest wychowankiem klubu Jaguares de Chiapas z miasta Tuxtla Gutiérrez, do którego seniorskiego zespołu został włączony jako osiemnastolatek przez szkoleniowca José Guadalupe Cruza. Pierwszy mecz rozegrał w nim w sierpniu 2012 z Pumas Morelos (0:2) w ramach krajowego pucharu (Copa MX), zaś w Liga MX zadebiutował 28 września 2012 w wygranym 1:0 spotkaniu z Cruz Azul. Ogółem barwy Jaguares reprezentował przez rok, regularnie – choć głównie jako rezerwowy – pojawiając się na ligowych boiskach, lecz bezpośrednio po tym jego klub został rozwiązany, a on sam przeniósł się do drugoligowej ekipy Delfines del Carmen z siedzibą w Ciudad del Carmen. Jego barwy również reprezentował przez rok, będąc głębokim rezerwowym i nie odniósł większych sukcesów, po czym zespół przestał istnieć, a on sam podpisał umowę z innym drugoligowcem – drużyną Dorados de Sinaloa z miasta Culiacán, gdzie grał przez sześć miesięcy.
Wiosną 2015 Hernández został wypożyczony do występującej w najwyższej klasie rozgrywkowej ekipy Club Tijuana, w ramach współpracy między obydwoma klubami (Dorados i Tijuana posiadały wspólnego właściciela – Grupo Caliente). Tam spędził półtora roku bez poważniejszych osiągnięć, notując jednak zaledwie dwa występy ligowe, po czym odszedł do drugoligowego Correcaminos UAT z siedzibą w Ciudad Victoria.
| Sezon     | Klub                | Kraj   | Rozgrywki  | Mecze | Bramki |
| --------- | ------------------- | ------ | ---------- | ----- | ------ |
| 2012/2013 | Jaguares de Chiapas | Meksyk | Liga MX    | 23    | 0      |
| 2013/2014 | Delfines del Carmen | Meksyk | Ascenso MX | 3     | 0      |
| 2014/2015 | Dorados de Sinaloa  | Meksyk | Ascenso MX | 10    | 0      |
| 2014/2015 | Club Tijuana        | Meksyk | Liga MX    | 0     | 0      |
| 2015/2016 | Club Tijuana        | Meksyk | Liga MX    | 2     | 0      |
| 2016/2017 | Correcaminos UAT    | Meksyk | Ascenso MX |       |        |

## Kariera reprezentacyjna
W 2014 roku Hernández został powołany przez trenera Raúla Gutiérreza do reprezentacji Meksyku U-23 na Igrzyska Ameryki Środkowej i Karaibów w Veracruz. Tam pełnił rolę podstawowego zawodnika swojej drużyny, rozgrywając cztery z pięciu możliwych spotkań (wszystkie w wyjściowym składzie), natomiast Meksykanie, pełniący wówczas rolę gospodarzy, zdobyli ostatecznie złoty medal na męskim turnieju piłkarskim, pokonując w finale Wenezuelę (4:1). Rok później znalazł się w składzie na prestiżowy towarzyski Turniej w Tulonie, gdzie jednak był wyłącznie rezerwowym – wystąpił w jednym z czterech spotkań (w pierwszej jedenastce), a jego kadra zajęła trzecie miejsce w grupie, nie kwalifikując się do dalszych gier.